# 刘皇后 (桓楚)
刘皇后，十六国时期桓楚皇帝桓玄的皇后，名不详。东晋名士刘乔的曾孙女，尚书令刘耽之女。
永始二年（404年）正月，桓玄废黜晋安帝，自称大楚皇帝，以妻子刘氏为皇后。
刘皇后认为北府军的将领刘裕是个威胁，建议桓玄把他除掉，桓玄没有听从。
后刘裕起兵反对桓玄，桓玄兵败被杀，晋朝光复，刘皇后不知所终。